# Rene Bitorajac
Rene Bitorajac (ur. 2 marca 1972 w Zagrzebiu) – jugosłowiański i chorwacki aktor teatralny, filmowy, telewizyjny i dubbingowy.
Przez 12 lat, od 7 roku życia do ukończenia liceum uczył się aktorstwa w studio dramatycznym przy teatrze w Zagrzebiu i w tym okresie stawiał pierwsze kroki na scenie. W wieku 9 lat zagrał pierwszą rolę filmową w jugosłowiańsko-czechosłowackim filmie sf „Goście z galaktyki Arkana”. Od 1991 studiował w Akademii Sztuki Teatralnej (Akademija dramske umjetnosti) w Zagrzebiu.

## Wybrane role filmowe
- 1981: Goście z galaktyki Arkana (Gosti iz galaksije / Monstrum z galaxie Arkana) – Targo
- 1984: Tajemnica starego strychu (Tajna starog tavana) – Adam
- 1985: Antycasanova (Anticasanova)
- 1996: Jak rozpoczęła się wojna na mojej wyspie (Kako je počeo rat na mom otoku) – żołnierz z Kosowa
- 2001: Ziemia niczyja (Ničija zemlja) – Nino
- 2003: Kajmak i marmolada (Kajmak in marmelada) – Meme
- 2012: Pieniądze i medycyna (Ljudožder vegetarijanac) – Danko Babić